# Attagenus bifasciatus
Espèce
Attagenus bifasciatus est un insecte coléoptère de la famille des Dermestidae.